# NB-2 Koča
NB-2 Koča (Naoružani brod-2 — Вооружённый корабль-2 «Коча») — патрульный корабль партизанских военно-морских сил Югославии. Ранее состоял в немецком флоте (кригсмарине) под именем HZ-9. Назван в честь Кочи Поповича.
Захвачен партизанами 20 декабря 1943 силами югославских патрульных кораблей PČ-53, PČ-41, PČ-42, PČ-43, британского торпедного катера MTB-649 и береговой артиллерии партизан вместе с кораблём HZ-8 и переименован в NB-2 Koča. 18 марта 1944 в Ластовском канале вступил в бой с немецкими торпедными катерами S-36 и S-61, в ходе сражения был потоплен. Предположительно, весь экипаж погиб.